# 밤 어딘가에서 ~night shift~
〈밤 어딘가에서 ~night shift~〉(일본어: 夜のどこかで 〜night shift〜 요루노도코카데 나이트시프트[*])는 일본의 여가수 나카모리 아키나(中森明菜)의 29번째 싱글로 1994년 9월 2일에 발매하였다. (8cmCD: MVDD-10007) 작사는 나츠노 세리코(夏野芹子)가, 작곡과 편곡은 고토 츠구토시(後藤次利)가 담당하였고 MCA 빅터의 레이블로 출시되었다. B사이드 곡은 〈Rose Bud〉로 A사이드와 마찬가지로 작사는 나츠노 세리코가, 작곡과 편곡은 역시 고토 츠구토시가 도맡았다.
이 곡은 뉴스 프로그램인 《NNN 오늘의 사건》(NNNきょうの出来事)의 엔딩곡으로 제작되었는데 디스크 재킷 역시 뉴스 프로그램의 앵커인 사쿠라이 요시코와 촬영하였다. 나카모리는 뉴스 프로그램의 주제가로 사용될 것이라는 말을 듣고 어떤 목소리로 노래해야 할지 고민했지만 뉴스에 등장하는 여성들을 향한 응원가로 생각하면서 불렀다고 밝혔다. 1994년 9월 12일, 오리콘 주간 싱글 차트 14위로 처음 등장하여 차트 톱100을 총 7주간 지켰다.

## 수록곡
| #            | 제목 | 작사          | 작곡          | 편곡          | 재생 시간 |
| ------------ | --- | ------------- | ------------- | ------------- | --------- |
| 1.           | 〈〈밤 어딘가에서 ~night shift~〉(夜のどこかで 〜night shift〜)〉                                             | 나츠노 세리코 | 고토 츠구토시 | 고토 츠구토시 | 5:50      |
| 2.           | 〈〈Rose Bud〉〉                                                                                              | 나츠노 세리코 | 고토 츠구토시 | 고토 츠구토시 | 5:17      |
| 3.           | 〈〈밤 어딘가에서 ~night shift~ (오리지널 가라오케)〉(夜のどこかで 〜night shift〜（オリジナル・カラオケ）)〉 |               |               |               | 5:50      |
| 4.           | 〈〈Rose Bud (오리지널 가라오케)〉(Rose Bud（オリジナル・カラオケ）)〉                                        |               |               |               | 5:17      |
| 총 재생 시간 | 총 재생 시간                                                                                                  | 총 재생 시간  | 총 재생 시간  | 총 재생 시간  | 22:14     |